# Рубі Баркер
Рубі Баркер (англ. Ruby Barker; нар. 23 грудня 1996, Ізлінгтон, Великий Лондон, Англія, Велика Британія) — британська акторка, знана за роллю Марини в історичному драматичному серіалі Netflix «Бріджертони» (2020—2022). Відзначена на Британському міському кінофестивалі за найкращу жіночу роль за головну роль у фільмі «Як зупинити повторюваний сон» (2020).

## Ранні роки
Народилася в Ізлінгтоні в сім'ї батьків з Ірландії та Монтсеррату. Вона приєдналася до своєї сестри Гаррієт у системі названих сімей одразу після народження, і їх двох усиновили. Раннє дитинство Баркер провела в Лондоні та Вінчестері, а до підліткового віку росла в Глазго. В Глазго навчалася у вихідні у Школі танцю Елізабет Мюррей. Її перший акторський досвід був у рекламі RBS.
Після розлучення батьків Баркер переїхала до Черч Фентон, села в окрузі Селбі в Йоркширі, з матір'ю та мачухою. Навчалася в гімназії Тадкастер неподалік. Планувала вивчати міжнародні відносини в Лондонській школі економіки, але вирішила продовжити опановувати драматичне мистецтво. Вона працювала у Національному музеї залізниці в Йорку, беручи участь у місцевих театральних постановках.

## Кар'єра
Зіграла Мерсі та Тітівіллус у постановці «Людство» 2015 року Національного центру старовинної музики. Її виявив директор Королівської шекспірівської компанії Філіп Брін, який запропонував роль Мері в «Йоркських таємничих п'єсах» 2016 року та допоміг укласти контракт з агентством. Потім отримала роль Дейзі на телебаченні в підлітковому фентезійному серіалі CBBC «Із роду вовків». 2018 року зіграла рядову Сару Фіндлі у п'єсі «Близькі стосунки» в Шеффілдських театрах.
2020 року почала грати Марину у спродюсованій Shondaland історичний драматичний серіал Netflix «Бріджертони». Вона дебютувала в кіно разом з Лілі-Роуз Асландогду в трилері «Як зупинити повторюваний сон». За свою гру її нагородили як найкращу акторку на Британському міському кінофестивалі. 2022 року дебютувала на лондонській сцені в «Running with Lions» у Ліричному театрі у Гаммерсміті. Вона зіграла роль у фільмі жахів «Проклятий Беґгед» 2024 року.

## Особисте життя
2022 року її ушпиталили через порушення психічного здоров'я. Її виписали з лікарні 30 травня 2022 року. Повідомлялося, що її психічне здоров'я погіршилося під час знімання 1 сезону «Бріджертонів».
У січні 2023 року втратила батька. Щоб вшанувати його спадок, стала послом благодійної організації Cruse Bereavement Support.

## Фільмографія
| Рік       |   | Українська назва             | Оригінальна назва             | Роль                             |
| --------- | - | ---------------------------- | ----------------------------- | -------------------------------- |
| 2017      | с | Із роду вовків               | Wolfblood                     | Дейзі                            |
| 2017—2019 | с | Лікарі                       | Doctors                       | Ніна Гоббс/Шеллі Вільямс         |
| 2020      | ф | Як зупинити повторюваний сон | How to Stop a Recurring Dream | Якіра                            |
| 2020      | с | Кобра                        | Wolfblood                     | Джорджія Ніксон                  |
| 2020—2022 | с | Бріджертони                  | Bridgerton                    | Марина Томпсон/Леді Марина Крейн |
| 2024      | ф | Проклятий Беґгед             | Baghead                       | Кеті                             |

### Театр
| Рік  | Назва             | Роль                | Режисер             | Місце                                 | Примітки | Посилання |
| ---- | ----------------- | ------------------- | ------------------- | ------------------------------------- | -------- | --------- |
| 2015 | Людство           | Мерсі/Тітівіллус    | Лаура Елізабет-Райс | Національний центр старовинної музики |          | [ 3 ]     |
| 2016 | Йоркська таємниця | Мері                | Н/Д                 | Йоркський собор, Йорк                 |          | [ 23 ]    |
| 2018 | Закритий квартал  | Рядовий Сара Фіндлі | Кейт Вассерберг     | Шеффілдські театри                    |          | [ 24 ]    |
| 2022 | Біг з левами      | Імані               | Сіан Картер         | Ліричний театр                        |          | [ 25 ]    |

## Визнання
| рік  | Нагорода                             | Категорія                                         | Робота                       | Результат | Посилання |
| ---- | ------------------------------------ | ------------------------------------------------- | ---------------------------- | --------- | --------- |
| 2020 | Фестиваль британського міського кіно | Найкраща жіноча роль                              | Як зупинити повторюваний сон | Перемога  | [ 26 ]    |
| 2021 | Премія Гільдії кіноакторів           | Найкращий акторський склад у драматичному серіалі | Бріджертони                  | Номінація | [ 27 ]    |